# Scaphiella hespera
Scaphiella hespera är en spindelart som beskrevs av Chamberlin 1924. Scaphiella hespera ingår i släktet Scaphiella och familjen dansspindlar. Inga underarter finns listade i Catalogue of Life.